# Grand opéra de Zhuhai
Le Grand opéra de Zhuhai (chinois : 珠海大剧院 ; pinyin : zhūhǎi dà jùyuàn), est un opéra situé sur l'Île Yeli, à Zhuhai, à l’extrémité sud-Ouest du delta de la rivière des Perles, dans la province du Guangdong, en République populaire de Chine.

## Présentation
Le Grand opéra de Zhuhai a été conçu par l'architecte Chen Keshi du Beijin University Center for Urban Design.
Les deux principales salles, appelées coquillages Lune et soleil (日月贝), peuvent contenir, 1550 personnes pour le coquillage-soleil (日贝) (salle d'opéra), haut de 90 mètres, tandis-que le coquillage-lune (月贝) (Petit Théâtre) ne contient que 500 sièges et est davantage adapté à la musique de chambre,.

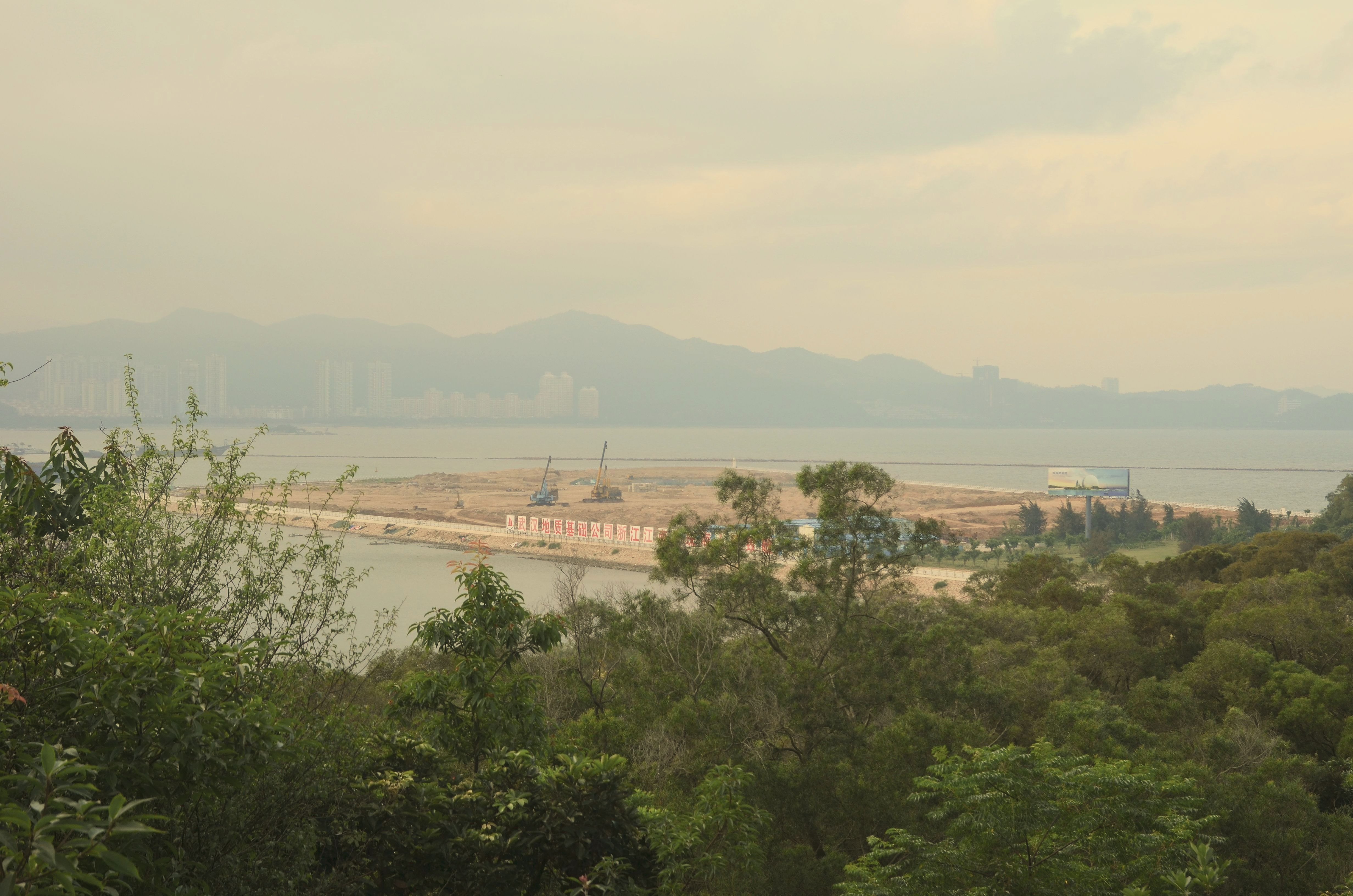
Site, lors de sa construction en 2012